# La Pérouille
La Pérouille ist eine französische Gemeinde mit 435 Einwohnern (Stand: 1. Januar 2022) im Département Indre in der Region Centre-Val de Loire; sie gehört zum Arrondissement Le Blanc und zum Kanton Saint-Gaultier (bis 2015: Kanton Ardentes). Die Einwohner werden Perouillots genannt.

## Geographie
La Pérouille liegt etwa 18 Kilometer südwestlich des Stadtzentrums von Châteauroux. Umgeben wird La Pérouille von den Nachbargemeinden Neuillay-les-Bois im Norden und Nordwesten, Luant im Osten und Nordosten, Tendu im Osten und Südosten, Chasseneuil im Süden sowie Nurret-le-Ferron im Westen und Südwesten.

## Bevölkerungsentwicklung
| Jahr                       | 1962 | 1968 | 1975 | 1982 | 1990 | 1999 | 2006 | 2017 |
| Einwohner                  | 411  | 362  | 334  | 354  | 336  | 334  | 399  | 457  |
| Quellen: Cassini und INSEE |      |      |      |      |      |      |      |      |

## Sehenswürdigkeiten

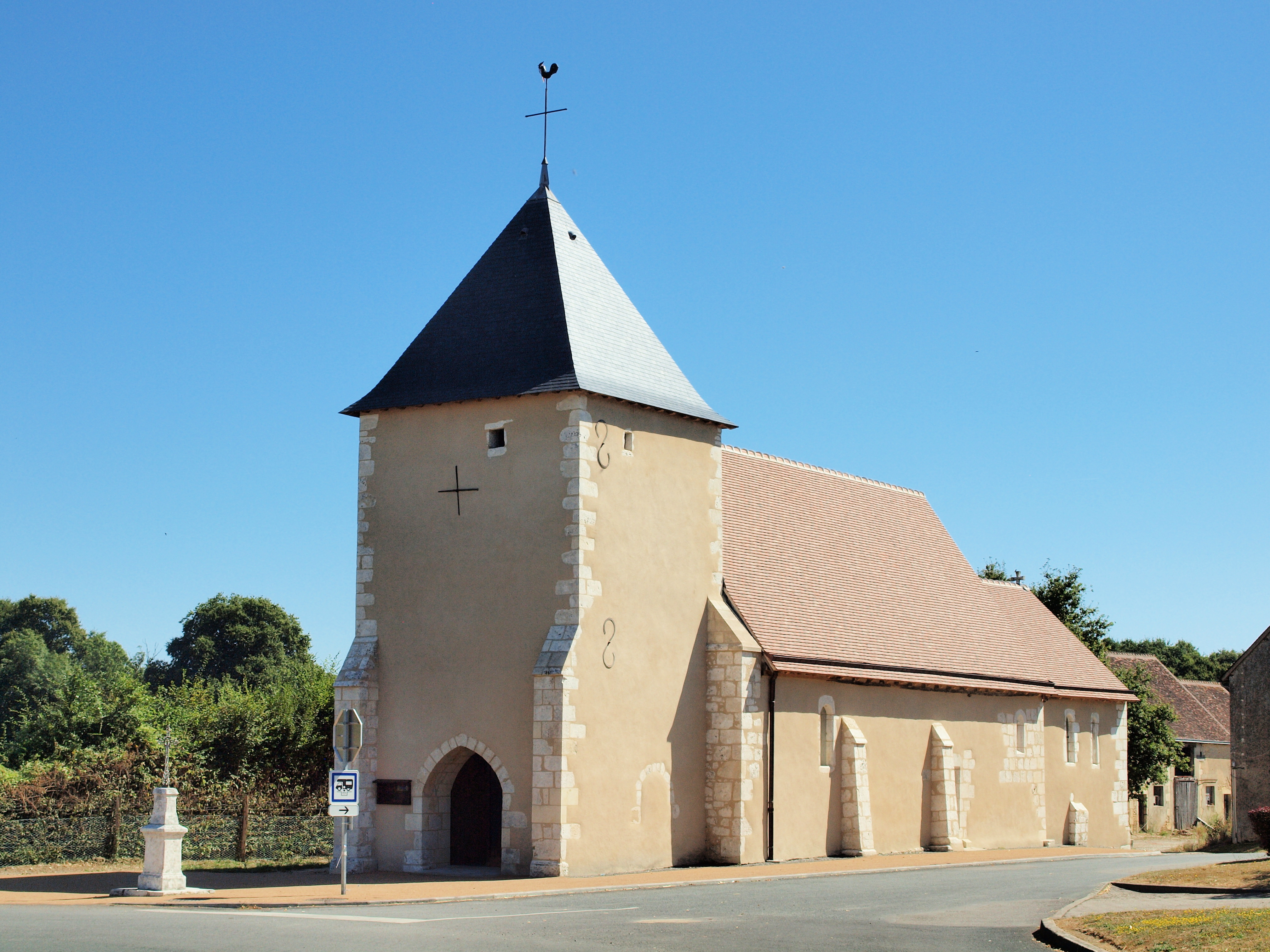
Kirche Saint-Martin

- Kirche Saint-Martin